# Семеновское (Туношенское сельское поселение)
Семёновское — деревня в Ярославском районе Ярославской области. Входит в состав Туношенского сельского поселения.

## География
Находится в восточной части Ярославской области на расстоянии приблизительно 19 км на восток-юго-восток по прямой от станции Ярославль.

## История
В 1859 году здесь (деревня Ярославского уезда Ярославской губернии) было учтено 8 дворов, в 1898 — 8.

## Население
Численность населения: 49 человек (1859 год), 3 (русские 100 %) в 2002 году, 2 в 2010.